# Monika Götz
Monika Götz (* 15. Juni 1981 in Würzburg) ist eine ehemalige deutsche Leichtathletin, die in den 1990er Jahren im Stabhochsprung erfolgreich war. Am 9. Mai 1998 übersprang sie in Troisdorf im Alter von 16 Jahren eine Höhe von 4,31 m. Sie stellte damit eine Jugendweltbestleistung (unter 18 Jahren) auf, die erst in der Saison 2006 von der Russin Waleria Wolik übertroffen wurde. Monika Götz gehörte dem LAZ Kreis Würzburg an. Bei einer Körpergröße von 1,78 m betrug ihr Wettkampfgewicht 71 kg. Sie gab ihren Sport sehr früh wegen der Angst davor auf.

## Weitere Erfolge
- 1998, Halleneuropameisterschaften: Platz 12 (3,80 m)
- 1998, Juniorenweltmeisterschaften: Platz 1 (4,20 m)